# Brodie Mooy
Brodie Frank Mooy (* 19. Juni 1990 in Ermington, Sydney) ist ein ehemaliger australischer Fußballspieler.

## Karriere
Mooy wurde bereits frühzeitig als fußballerisches Talent identifiziert und erhielt Stipendien an der Westfields Sports High School und am New South Wales Institute of Sport. Auf Vereinsebene war er im Nachwuchsbereich unter anderem beim Northern Spirit FC und Manly United aktiv. 2008 war er als Spieler der Marconi Stallions Toptorschütze in der Nachwuchsspielklasse Grade 20 der New South Wales Premier League (NSWPL) und gewann mit dem Team zudem die Meisterschaft. Mit seinen Leistungen machte der Stürmer auch national auf sich aufmerksam und erhielt Mitte 2008 einen Vertrag für das Jugendteam der Newcastle United Jets. Nach dem Ausfall von fünf Offensivkräften im Profikader der Jets rückte Mooy Anfang Januar 2009 in diesen auf. Er gab sein A-League-Debüt an der Seite von Joel Griffiths in der Startelf der Jets am 9. Januar gegen Adelaide United und kam auch an den beiden folgenden Spieltagen von Beginn an zum Einsatz. Nach dem Saisonende war sich Mooy mit Manly United über eine Rückkehr in die NSWPL einig, seine Leistungen bei den Jets sorgten allerdings dafür, dass er von diesen für die bevorstehende AFC Champions League 2009 einen Vertrag angeboten bekam.
In der Champions League kam er, zumeist als Einwechselspieler, in allen sechs Gruppenspielen zum Einsatz und qualifizierte sich mit den Jets für das Achtelfinale, in dem sich der koreanische Klub Pohang Steelers als zu stark erwies (Endstand 0:6). In den folgenden beiden Spielzeiten 2009/10 und 2010/11 gehörte Mooy weiterhin zum Kader der Jets, kam aber nur im September 2010 nochmals zu drei Einsätzen in der A-League, nachdem er von Trainer Branko Čulina zum Außenverteidiger umgeschult worden war, und war ansonsten für das Nachwuchsteam in der National Youth League aktiv. Nach der Saison 2010/11 endete seine Zugehörigkeit zu den Newcastle Jets und Mooy schloss sich den Parramatta Eagles in der New South Wales Premier League an. Dort hatte er im April 2011 ein durchwachsenes Debüt und seine Spur verliert sich in der Folge. Eine letzte fußballerische Meldung stammt vom September 2011, als er beim englischen Viertligisten Crewe Alexandra ein Probetraining absolvierte.
Brodie Mooy gehörte, ebenso wie sein Cousin Aaron Mooy, im Februar 2006 zum Aufgebot der australischen U-17 für die Qualifikation zur U-17-Asienmeisterschaft 2006. Dies waren die historisch ersten Pflichtspiele einer australischen Auswahl nach dem Verbandswechsel zur Asian Football Confederation. Das australische Team verpasste dabei nach einem Unentschieden gegen Gastgeber Laos und einem knappen Sieg gegen Indonesien die Qualifikation für die Endrunde. Im März 2009 wurde er zudem in ein Trainingslager der australischen U-20-Auswahl eingeladen, das als Vorbereitung für die Junioren-WM 2009 im September in Ägypten diente, schaffte den Sprung in den WM-Kader aber nicht.